# ناو کلاس پی
کروزر کلاس پی (به انگلیسی: P-class cruiser) یک کلاس از کشتی است که طول آن ۲۳۰ متر (۷۵۰ فوت) می‌باشد.